# برنارد إيفانز
برنارد إيفانز (بالإنجليزية: Bernard Evans)‏ (4 يناير 1937 بتشستر في المملكة المتحدة - ) هو لاعب كرة قدم بريطاني في مركز الهجوم. لعب مع أكسفورد يونايتد وكوينز بارك رينجرز ونادي ترانمير روفرز لكرة القدم ونادي ريكسهام ونادي كرو ألكساندرا ونادي غيلفورد سيتي.

## وصلات خارجية
- برنارد إيفانز على موقع قاعدة بيانات كرة القدم.إي يو (الإنجليزية)